# 976 Benjamina
A 976 Benjamina (ideiglenes jelöléssel 1922 LU) egy kisbolygó a Naprendszerben. Benyiamin Zsehovszkij fedezte fel 1922. március 27-én, Algírban.